# Проводовий зв’язок
Проводовий зв'язок — телефонне з'єднання між користувачами телефонного зв'язку, за допомогою проводів — мідних або оптичних кабелів. Даним терміном, як правило, описуються послуги телефонного зв'язку, що надаються операторами зв'язку в різних областях (містах, регіонах) країни, надаючи підключення до телефонної мережі загального користування з унікальним телефонним номером, що ідентифікує абонента.
Телефонні номери фіксованого місцевого зв'язку, в більшості випадків відносяться до географічного телефонному плану нумерації (тобто ABC-коду), і це означає що початкова частина номера відображає використання телефонного апарату в якійсь місцевості — конкретному регіоні країни, районі міста, селищі і т. ін. (Звідси і назва «місцевий зв'язок»). Як правило номер, присвоєний абоненту, юридично закріплений за конкретною адресою фізичного підключення. Проте, абонент може використовувати свій номер і віддалено.
З технічної точки зору з'єднання місцевого зв'язку значно поступається стільниковому зв'язку, оскільки радіус дії дротового зв'язку обмежений невеликою відстанню від місця, де встановлена точка доступу (для мідного кабелю, як правило близько 100 метрів). У стільниковому ж зв'язку точка доступу знаходиться в телефонному апараті і зв'язок здійснюється з базовою станцією, відстань до якої може бути від кількох сотень метрів до кількох кілометрів. Існує також поняття «місцевий телефонний зв'язок», яке описує телефонне з'єднання всередині населеного пункту. Проводовий телефонний зв'язок з'явився значно раніше мобільного і за більш ніж 100-річну історію розвитку набув справді масову популярність. Телефонні переговори стали частиною повсякденного життя суспільства саме за часів піку розвитку проводової телефонії. І процес «телефонізації», тобто установки необхідного телефонного обладнання, прокладки кабельного господарства і в цілому забезпечення доступу до телефонного зв'язку (перш за все саме проводового) всіх верств населення в деяких регіонах світу все ще триває.
В системах управління військами і зброєю також використовуються засоби проводового зв'язку.

До засобів проводового зв'язку належать польові й постійні кабелі зв'язку, а також каналоутворююча апаратура.